# Collo
Collo (em árabe: القل) é uma comuna localizada na província de Skikda, Argélia. De acordo com o censo de 2008, a população total da cidade era de 35 682 habitantes.